# Mandeep Singh
Mandeep Singh, född den 25 januari 1995 i Jalandhar, är en indisk landhockeyspelare.

## Karriär
Mandeep Singh debuterade i det indiska landslaget i landhockey 2013. Han ingick i det indiska landhockeylag som tog brons vid OS 2020 och vid OS 2024.